# Andrés Hurtado García
Andrés Hurtado García (n. 7 de abril de 1941, Armenia, Colombia) es un periodista, ecologista y fotógrafo colombiano. Es licenciado de la Universidad del Valle y Doctor en Literatura de la Universidad Complutense de Madrid. Promueve la conservación ambiental bajo la premisa de "conocer para amar y amar para preservar". Ha realizado travesías por la mayoría de los parajes colombianos, desde las costas; cumbres nevadas; la selva y los llanos.[cita requerida]
Ha ganado premios nacionales e internacionales de periodismo y medio ambiente, incluido el Premio Nacional de Periodismo Simón Bolívar. Escribe una columna quincenal en el diario El Tiempo, y La Patria. Es escritor de revistas y artículos literarios relacionados con el medio ambiente.

## Biografía

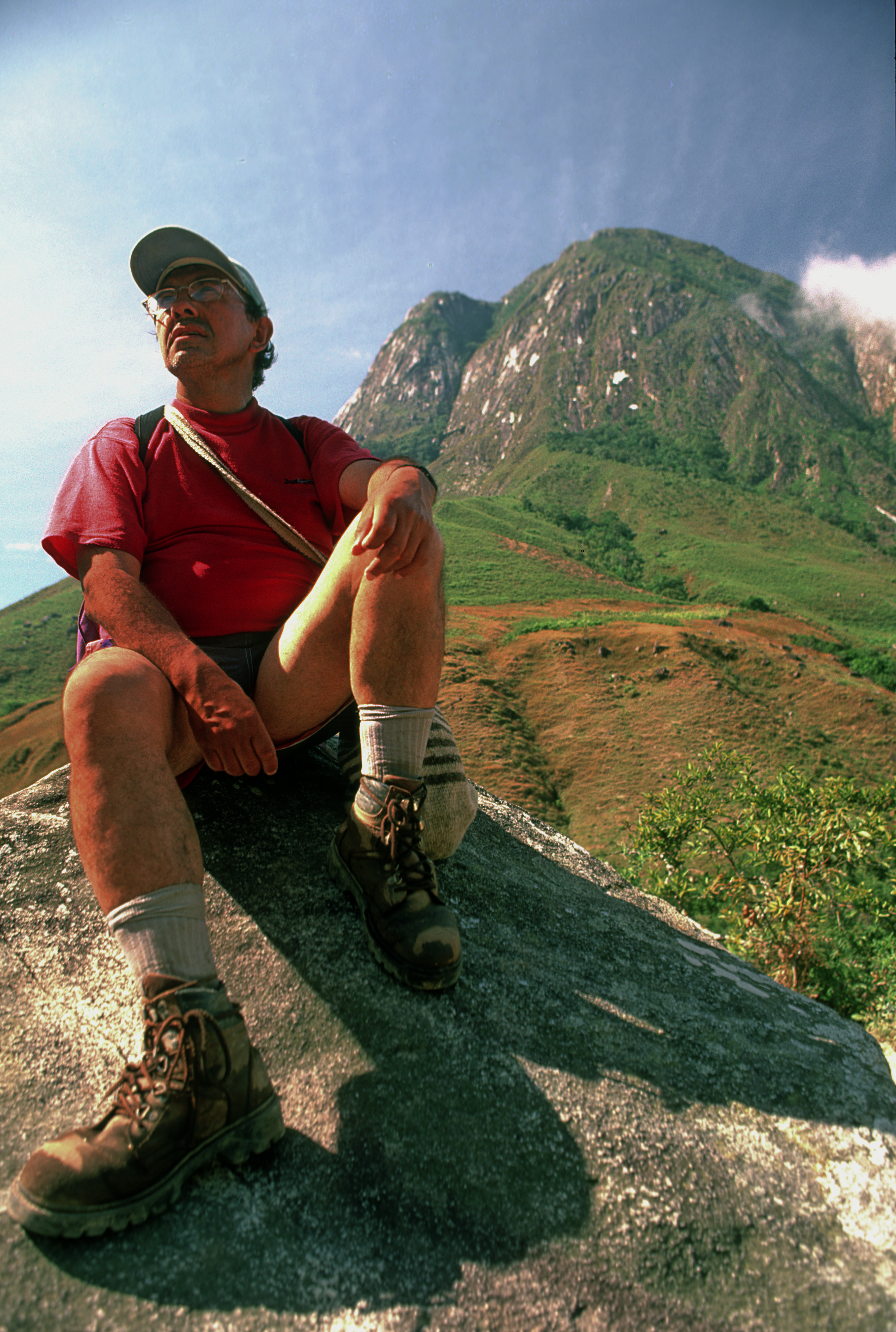
Hurtado en la Sierra Nevada de Santa Marta, cara norte. Territorio de los Kogis

Nació y creció en Armenia, hijo de una familia cafetera. Desde muy pequeño sus padres le inculcaron el amor a la naturaleza. A la edad de cuatro años se perdió remontando el río Quindío y fue encontrado después de una intensa búsqueda. A los siete años, subió a la cumbre del Nevado del Ruiz en compañía de los Scouts del Colegio San José de Armenia. A esta misma edad comenzó su familiaridad con las arañas.
Desde joven Andrés se percató de su vocación para la enseñanza, se unió a la Comunidad de Hermanos Maristas y se ha dedicado a la educación. He aquí su explicación:
"Yo estudiaba con los Hermanos Maristas en el Colegio San José de Armenia. Allí estuve en la tropa scout con el Hno. Pío Miguel. Era un hombre de un profundo amor a la naturaleza y yo quería ser como él. Así de sencillo, de entrada. Los años me enseñarían que escogí bien. Ser educador es el más bello oficio de los hombres.
Como docente ha formado a líderes ambientales, trabajo que ha logrado gracias a sus escritos de prensa y conferencias sobre sus viajes a la implementación de proyectos educativos ambientales, como la gestión de salidas ecológicas para todos los grados del Colegio Champagnat de Bogotá.

### Promotor Ambiental
Ha dado a conocer nacional e internacionalmente una de las maravillas naturales de Colombia que se encuentra en la Sierra de la Macarena, Caño Cristales. Habiendo sido el explorador que con sus fotos del año 1977 hizo reconocer este lugar de ecoturismo colombiano. Igualmente hizo conocer en Colombia "La Puerta de Orión" en el Guaviare. También hizo conocer en el país el raudal de Jirijirimo que ya había sido visitado en 1941 por el científico-explorador estadounidense Richard Evans Schultes.
Parte de su vida, conocida de antaño por su especial habilidad y conocimiento del manejo de arañas y escorpiones, ha sido relatada por el escritor Gustavo Álvarez Gardeazábal en su novela El Bazar de los Idiotas (1974) y que fue telenovela de Caracol en 1984 con María Eugenia Dávila como actriz principal. 
Es uno de los pioneros del ecoturismo en Colombia y también uno de los impulsores del montañismo colombiano. Es el pionero de la educación ambiental escolar en Colombia. Actualmente es organizador de la Semana de la Montaña, ciclo anual de conferencias y exposiciones de montaña y vida al aire libre que se realiza en Bogotá y que en el 2019 llegó a su XXII versión.
Ha sido invitado como conferencista en Colombia y en diferentes países, habiendo dado conferencias en el Ateneo de Madrid. En 1974 con presencia de todo el cuerpo diplomático hispanoamericano la conferencia de Andrés versó sobre los 50 años de la aparición de la Vorágine de José Eustasio Rivera.  
Andrés es catalogado junto a Jorge Hernández Camacho como el padre de la ecología en Colombia según la Revista Tertulia Tropical.

### Montañista
En España se vinculó a la Escuela Nacional de Alta Montaña de Madrid, filial de la Federación Española de Deportes de Montaña y Escalada (FEDME). Donde se convirtió en asesor y profesor de escalada. Ha subido diversos picos en África, Europa, Asia y Sudamérica. En Colombia ha subido el Nevado del Ruiz 38 veces. Filmando la escalada invernal de Esteban Vicente al Naranjo de Bules en febrero de 1977, Andrés rodó 200 metros por la pared vertical de la montaña; tuvo varias heridas graves. El 18 de julio de 1982 sufrió una caída por una grieta en el Nevado del Ruiz, donde permaneció 3 días en la nieve.[cita requerida]
En 1964, queriendo someterse a la prueba de la soledad permaneció en la cumbre del Nevado del Quindío completamente solo durante 15 días, únicamente con la carpa, una olla y la comida. No llevó libros, ni radio, ni revistas, al estilo de Henry David Thoreau, uno de los filósofos y escritores que han influido en su vida. En la década de 1960 fundó en Cali el Club de Montañismo del Colegio de San Luis Gonzaga, primer club de montaña de Colombia y con el cual exploraron y escalaron muchas montañas en el país. Predilección especial de Andrés son los volcanes y así durmió en el cráter del Azufral, del Nevado del Ruiz, del Nevado del Cumbal y del Galeras.[cita requerida]

## Obra

### Fotografía
Gracias a una de sus fotografías, Jackeline Kennedy declaró el raudal de Jirijirimo como uno de los lugares más hermosos del mundo. 
Participó en el 2005 en la exposición "¿Se acabó el rollo?" sobre el libro "Historia de la fotografía en Colombia 1950-2000" en el Museo Nacional de Colombia, exposición que nace de una investigación del crítico de arte Eduardo Serrano. Ha tomado más de 3 millones de fotografías análogas y más de 10 millones de fotos digitales de Colombia y del mundo. Muchas de sus fotografías se han publicado y se siguen publicando en innumerables periódicos y revistas de Colombia y del mundo. 
En varios países como España y China se han hecho exposiciones de sus fotografías sobre Colombia. Así lo relató la embajada de la República Popular China en Colombia: "La exposición "Colombia Secreta y Maravillosa", con 37 obras del fotógrafo colombiano Andrés Hurtado García, se inauguró el día 24 de junio [2006] en la Biblioteca Nacional de China, ubicada en Beijing" 
Tiene proyecciones de sus fotografías los últimos viernes de cada mes en el Colegio Champagnat de Bogotá. Allí presenta las fotos tomadas en diferentes parajes naturales y ciudades de Colombia y del mundo.

### Libros
Andrés ha publicado con Villegas Editores cuatro libros de lujo: 
- Colombia secreta (Unseen Colombia), 2004. Catalogado como el mejor libro de viajes en la Feria del Libro de Nueva York. Este libro tuvo presentación especial en la Biblioteca Nacional China de Beijing donde reposa el ejemplar un inglés.[11] Además, el entonces presidente de Colombia Álvaro Uribe Vélez en su visita oficial al Vaticano, le regaló un ejemplar al papa Benedicto XVI.[12]
- Caminando Colombia (Trekking Colombia) Archivado el 12 de julio de 2020 en Wayback Machine., 2012. Catalogado como el mejor libro de fotografías en la Feria del Libro de Nueva York. Estos últimos dos libros han sido los libros de lujo de mayor venta en Colombia.
- Parques Nacionales de Colombia, 2018. En este libro el autor cuenta las aventuras que ha vivido en los Parques Nacionales Naturales de Colombia y las fotografías son de Gabriel Eisenband y Andrés Mauricio López.[13]
- Paraísos de Colombia, 2021. En este libro aparecen 15 paraísos a los que, como dice el autor “me acerco emocionado. Cinco regiones del país: Cordilleras, Atlántico, Pacífico, Llanos Orientales y Selva Amazónica. De cada región escojo uno o dos paisajes representativos y, a partir de ellos, me extiendo por el entorno… Para todos los lectores enamorados del país, aquí van mis pasos amorosos y esforzados por la piel bella y a veces atormentada de Colombia“. En 2022 este libro ganó la medalla de oro que otorga el premio Best Travel Book.[14]
- Mis pies olorosos a caminos,[15] 1994. Relatos de viajes.
- Cartas del camino, 1988. (Edición conmemorativa, 2013). El autor expresa su filosofía sobre la vida, los caminos, la espiritualidad, la muerte, el destino...
- Aproximaciones a Gustavo Alvarez Gardeazábal, 1977, coautor. Crítica literaria.

Coautor de fotografías de los siguientes libros, entre otros: 
- Parques nacionales de Colombia.
- Llanos de Colombia.
- Colombia amazónica.
- Pacífico colombiano.
- Rostros de Colombia.
- El Caribe colombiano.
- El Orinoco.
- Sierras y serranías de Colombia.
- Colombia, patrimonio cultural y natural.
- Esta es Colombia.
- Sistema de parques nacionales naturales de Colombia a través de sus planes de manejo.
- Colombia Parques Naturales.

## Premios y reconocimientos
Andrés Hurtado ha recibido más de treinta premios:
- MEDALLA DEL DEPORTE DE FRANCIA. CHAMONIX. 1974
- PREMIO NACIONAL DE ECOLOGÍA ÁRBOL DE LA PAZ.
- ORDEN “FRAILEJÓN DE ORO” DE MONGÜÍ, BOYACÁ.
- CONDECORACION “LÍTAMO REAL”  DEL COCUY,BOYACÁ
- PREMIO NACIONAL DE PERIODISMO SIMÓN BOLÍVAR. 1991
- DECLARADO “FUERA DE CONCURSO” EN EL PRIMER PREMIO NACIONAL DE PERIODISMO ECOLÓGICO, CPB, 1993.
- PRIMER PREMIO NACIONAL DE PERIODISMO CIENTÍFICO, CPB, 1994.
- PREMIO NACIONAL DE TURISMO, EL COLOMBIANO, 1994.
- PREMIO NACIONAL DE PERIODISMO, CPB, 1996.
- DECLARADO “EXCEPCIONAL Y FUERA DE CONCURSO” EN EL PRIMER PREMIO NACIONAL DE PERIODISMO AMBIENTAL, AMWAY, 1998.
- PREMIO DE PERIODISMO AMBIENTAL, “EXPOAMBIENTAL 2000”.
- PREMIO ORDEN DE MANOBI, MINISTERIO DEL MEDIO AMBIENTE, 1998.
- FINALISTA DE LOS PREMIOS SIMÓN BOLÍVAR DE PERIODISMO, 1995 Y 1998.
- ESCOGIDO COMO EL PERSONAJE DEL AÑO POR LA JUVENTUD BOGOTANA, 1996.
- CANDIDATIZADO AL PREMIO PRINCIPE DE ASTURIAS, 1992.
- CANDIDATIZADO AL PREMIO MUNDIAL DE LA ECOLOGÍA SULTAN GABUS.
- CANDIDATIZADO AL PREMIO GLOBAL DE LAS NACIONES UNIDAS, 1992.
- ORDEN DEL QUINDÍO EN GRADO DE GRAN CABALLERO. 1996
- FINALISTA DEL PREMIO MUNDIAL DE PERIODISMO AMBIENTAL DE LA “UICN”, UNIÓN INTERNACIONAL DE LA CONSERVACIÓN DE LA NATURALEZA, 1999.
- PREMIO ORDEN A LA EXCELENCIA AMBIENTAL JOSÉ CELESTINO MUTIS, CONCEJO DE BOGOTÁ, 2010.
- ELEGIDO COMO UNO DE LOS PERSONAJES ILUSTRES DEL DEPARTAMENTO DEL QUINDÍO, 1996.
- CONDECORACIONES DE GUAINIÍA, PUERTO INÍRIDA, GUAVIARE Y VICHADA.
- CONDECORACIÓN DE LA MACARENA .(Meta).
- HIJO ILUSTRE Y ADOPTIVO DE LA CIUDAD DE MANIZALES CON MEDALLA DE ORO Y ORDEN DE GRAN COMENDADOR.
- ELEGIDO COMO “EL COLOMBIANO EJEMPLAR.” EL COLOMBIANO. MEDELLÍN. 2014.
- PREMIO “VIDA Y OBRA”. PARQUES NACIONALES NATURALES Y AREAS PROTEGIDAS. 2014.
- ORDEN. “JOSÉ EUSTASIO RIVERA”. MÁXIMA CONDECORACIÓN DEL HUILA. 2015
- ORDEN DE LA CIUDAD DE IBAGUÉ. 2015.
- ORDEN DEL DEPARTAMENTO DEL TOLIMA. 2015.
- ORDEN DEL CAFÉ, máxima condecoración del Departamento del Quindío. 2016.
- Condecoración de la CÁMARA DE COMERCIO DE BOGOTÁ. 2.018.
- MEDALLA DE ORO DEL PREMIO BEST TRAVEL BOOK 2022 (Por el libro Paraísos de Colombia)
- PORTADA Y ENTREVISTA EN LA REVISTA BOCAS. AGOSTO DE 2022[16]
- ORDEN DE LA DEMOCRACIA SIMÓN BOLÍVAR, EN EL GRADO "CRUZ OFICIAL", CÁMARA DE REPRESENTANTES DE COLOMBIA. DICIEMBRE DE 2023.
- PLACA DE HONOR: UNA VIDA DE APORTE AL ARTE Y LA CULTURA EN COLOMBIA, FORO DE PRESIDENTES, MAYO DE 2024